# متعايشة فطرية جذرية

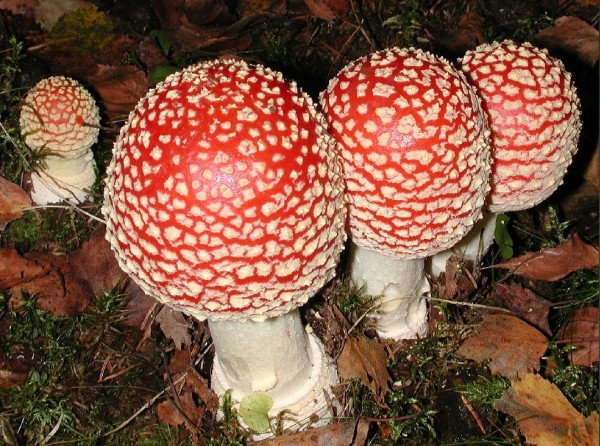

المتعايشة الفطرية الجذرية (باللاتينية: mycorrhiza) (جمع : mycorrhizae أو mycorrhizas) هي نتيجة للاتحاد التكافلي الذي يُدعى التعايش الفطري الجذري، بين فطر ونبات. يحدث هذا التعايش في مستوى جذور النباتات، حيث تمتد الخيطان الفطرية hyphae من الأفطورة mycelium الفطرية لتستعمر جذور النبات المضيف.
الفطريات التكافلية تبني بعض الفطريات علاقات خاصة مع كائنات أخرى مثل فطريات الجذور التي تعيش بالقرب من جذور بعض النباتات وتؤدي إلى زيادة كبيرة في قابلية الجذور على امتصاص الماء والأملاح الضرورية للنبات، وكذلك تقوم الفطريات بامتصاص الأملاح المعدنية من التربة، وتبادلها مع الاغذية العضوية التي يصنعها النبات.وأيضا تستطيع بعض الفطريات التكافل مع كائنات أخرى مثل الطحالب الخضراء، أو البكتيريا الخضراء المزرقة لتكون ما يعرف باسم الاشن.

## أنظر أيضا
- فطريات الجذور الخارجية